# ادیلسون
ادیلسون (به پرتغالی: Edílson da Silva Ferreira) بازیکن فوتبال در پست مهاجم اهل برزیل است که در شهر سالوادور و در تاریخ ۱۷ سپتامبر ۱۹۷۰ به دنیا آمده‌است.

## باشگاهی
ادیلسون در تیم‌های فوتبال کورینتیان، العین، ناگویا گرامپوس ،کاشیوا ریسول، فلامینگو، پالمیراس، بنفیکا، کروزیرو و واسکو دوگاما سابقهٔ حضور دارد. 

## تیم ملی
این بازیکن همچنین در سال، ۱۹۹۳ – ۲۰۰۲ ۲۱ بار برای، تیم ملی فوتبال برزیل به میدان رفته‌است و طی این مدت ۶ گل به ثمر رسانده‌است.